# Беспалов, Фёдор Александрович
Фёдор Александрович Беспалов (1924, Москва — 15 марта 1982, Москва) — наладчик Московского завода автоматических линий имени 50-летия СССР Министерства станкостроительной и инструментальной промышленности СССР. Герой Социалистического Труда (1974).

## Биография
Родился в 1924 году в Москве в русской семье.
Принимал участие в Великой Отечественной войне.
После демобилизации работал наладчиком на Московском заводе автоматических линий. Систематически выполнял задания на 140—160 процентов при отличном качестве работ. Неоднократно завоёвывал звание «Лучший по профессии». За досрочное выполнение заданий плана восьмой пятилетки был награждён орденом Трудового Красного Знамени.
Был наставником молодёжи, обучил профессии много молодых наладчиков. Часто бывал в заводском ПТУ и в школах № 459 и № 71, где рассказывал ученикам о заводских буднях.
Указом Президиума Верховного Совета СССР от 3 января 1974 года за выдающиеся успехи в выполнении и перевыполнении планов 1973 года и принятых социалистических обязательств ему было присвоено звание Героя Социалистического Труда с вручением ордена Ленина и золотой медали «Серп и Молот».
Был членом цехового партбюро, депутатом Ждановского райсовета, председателем депутатской группы на предприятии. Был делегатом XXVI съезда КПСС.
Жил в Москве. Умер 15 марта 1982 года. Похоронен на Кузьминском кладбище.